# Prise d'Antalya
Guerres byzantino-seldjoukides
Batailles
- Kapetrou
- 1re Manzikert
- Césarée
- Iconium
- 2e Manzikert
- Campagnes seldjoukides en mer Égée
- 2e Nicée
- 3e Nicée (en)
- Philomélion
- Campagnes de Jean II Comnène
- Laodicée
- Shaizar
- Myriokephalon
- Hyelion et Leimocheir
- Cotyaeum
- Trébizonde
- Antalya
- Antioche du Méandre

La prise d'Antalya ou Attalia par les troupes du sultanat de Roum, en 1207, est un épisode de la conquête de l'Anatolie par les Turcs.

## Historique
À la suite de la fragmentation de l'Empire byzantin en 1204, Attalia était dirigée par un certain Aldobrandini, un aventurier d'origine toscane. L'accord conclu entre l'empereur de Nicée Théodore Lascaris et le sultan de Konya Kay Khusraw laissait implicitement les mains libres à ce dernier pour intervenir dans les anciennes possessions byzantines sorties de l'orbite nicéenne.
Des marchands alexandriotes s'étant plaints au sultan d'avoir été maltraités à Attalia, il attaqua la ville qui chercha de l'aide auprès du royaume latin de Chypre. Après des succès initiaux, il semble que la discorde se soit installée entre les Francs et la population grecque, qui selon le choniqueur arabe Ibn al-Athîr en aurait appelé aux Turcs contre les Francs. La ville fut conquise et pillée pendant trois jours en mars 1207, la plupart des Francs étant tués.
La ville et sa région furent ensuite confiées par le sultan à Mubariz al-din Ertoküş.